# 7-й окремий мотопіхотний батальйон (Україна)
7-й окремий мотопіхотний батальйон (7 ОМПБ, пп В2233) — підрозділ ЗСУ, що був створений у травні 2014 року як 7-й батальйон територіальної оборони з мешканців Хмельницької області. Розформований у 2016 році.

## Створення
Комплектування 7-го БТрО розпочалося 6 травня 2014 року на добровільній основі й проходило на базі Закону України від 25 березня 1992 року № 2232-ХІІ «Про військовий обов'язок і військову службу», «Положення про проходження громадянами військової служби у Збройних Силах України», наказу Міністра оборони України «Про затвердження Інструкції про організацію виконання Положення про проходження громадянами України військової служби у Збройних Силах України».
Наповнення 7-го БТрО особовим складом військовими комісаріатами Хмельницької області з числа патріотично налаштованих добровольців на військову службу за контрактом на три й п'ять років з-поміж військовозобов'язаних та осіб призовного віку з Хмельницької області було здійснено у травні в рекордні строки — за тиждень. Військове містечко для підрозділу обладнали на території 19 ракетної бригади у мікрорайоні «Ракове» в Хмельницькому. У червні, після укомплектування батальйону зброєю, технікою та автотранспортом, розпочалося інтенсивне бойове злагодження підрозділів на полігоні 8 окремого полку спецпризначення. Заняття з порядку ведення вогню та тренувальні стрільби зі штатної зброї пройшли на Рівненському полігоні. Комісія Генерального штабу Збройних сил України перевірила результати вишколу і була ними задоволена.

## Склад
Штатна чисельність батальйонів територіальної оборони мирного часу була визначена в 426 військовослужбовців. 31 травня військовий комісар Хмельницького об'єднаного міського військового комісаріату Віктор Тамбовець зазначив:
Станом на 6 червня батальйон був сформований на 100 %. Більшість бійців Хмельницького батальйону територіальної оборони, віком від 20 до 40 років, раніше проходили службу у Збройних силах України. Всі жителі Хмельниччини, 80 %  з них — хмельничани. Органи влади, підприємства та громадські організації Хмельницької області надали 7-му БТрО посильну фінансову та матеріально-технічну допомогу. 24 червня Хмельницька обласна рада затвердила рішення виділити 2 мільйони гривень з резервного фонду на укомплектування бійців батальйону 400-ма бронежилетами. Члени батальйону «Поділля» громадсько-територіальної оборони Хмельницької області, створеного на початку серпня, також взяли бійців 7-го БТрО під свою опіку.

## Діяльність
Після вишколу особовий склад Хмельницького батальйону територіальної оборони був направлений для виконання завдань на схід України. Як повідомив Хмельницький обласний військовий комісар Олександр Присяжнюк:
 1 липня батальйон майже у повному складі вирушив до Луганської області. На той час субвенція облради на закупівлю військових бронежилетів та шоломів відповідного рівня захисту військовим комісаріатом не була використана: в наявності були лише 70 бронежилетів на 368 від'їджаючих на схід солдатів. Тому рідні та близькі військовослужбовців заблокували територію, де дислокувався батальйон, і не дали автобусам виїхати за межі військового містечка; частину шляху до залізниці солдати пройшли пішки. Пізніше, ще 260 бронежилетів були закуплені за спонсорські кошти.
В середині липня частину Хмельницького тербату перекинули на Харківщину для охорони Державного кордону України.

Наприкінці серпня солдати батальйону поскаржились представникам преси про затримання грошових виплат, а також на відсутність теплого одягу. Голова Хмельницької обласної ради Іван Гончар зробив 25 вересня таку заяву:
Восени 2014 року 7-й територіальний батальйон другого ешелону оборони із Хмельницької області продовжив нести бойову службу на державному кордоні у межах Луганської області. Готуючись до зими, батальйон одержав 466 комплектів зимового одягу. Обласний військовий комісар Олександр Присяжнюк повідомив хмельницьку громадськість, що станом на кінець вересня в батальйоні немає загиблих, поранених чи травмованих військовослужбовців.

## Переформатування
У листопаді 2014 року Хмельницький батальйон територіальної оборони був переформатований у 7-й окремий мотопіхотний батальйон, який увійшов до складу 19-ї ракетної бригади. Батальйон продовжує несення бойової служби на Лугансько-Харківському напрямку.
2016 року батальйон було розформовано, на його базі створений батальйон охорони 44 ОАБр.